# David Brabham
David Brabham, avstralski dirkač Formule 1, *5. september 1965, Wimbledon, London, Združeno kraljestvo.
David Brabham je upokojeni avstralski dirkač Formule 1, najmlajši sin trikratnega prvaka Formule 1 Jacka Brabhama. Debitiral je v sezoni 1990, ko je dosegel le eno uvrstitev na petnajsto mesto na Veliki nagradi Francije. Po kar triletnem premoru se je vrnil v sezoni 1994, ko je dosegel svojo najboljšo uvrstitev kariere z desetim mestom na Veliki nagradi Kanade. Po sezoni 1994 se je upokojil kot dirkač Formule 1, od tedaj večinoma sodeluje na vzdržljivostih dirkah. Leta 2009 je zmagal na dirki za 24 ur Le Mansa.

## Popolni rezultati Formule 1
(legenda) (odebeljene dirke pomenijo najboljši štartni položaj, poševne pa najhitrejši krog, †-uvrščen kljub odstopu)
| Leto | Moštvo                    | Šasija       | Motor   | 1      | 2       | 3       | 4       | 5       | 6       | 7       | 8      | 9       | 10      | 11      | 12      | 13      | 14      | 15      | 16      | Prv | Toč |
| ---- | ------------------------- | ------------ | ------- | ------ | ------- | ------- | ------- | ------- | ------- | ------- | ------ | ------- | ------- | ------- | ------- | ------- | ------- | ------- | ------- | --- | --- |
| 1990 | Motor Racing Developments | Brabham BT59 | Judd V8 | ZDA    | BRA     | SMR DNQ | MON Ret | KAN DNQ | MEH Ret | FRA 15  | VB DNQ | NEM Ret | MAD DNQ | BEL Ret | ITA DNQ | POR Ret | ŠPA DNQ | JAP Ret | AVS Ret | -   | 0   |
| 1994 | MTV Simtek Ford           | Simtek S941  | Ford V8 | BRA 12 | PAC Ret | SMR Ret | MON Ret | ŠPA 10  | KAN 14  | FRA Ret | VB 15  | NEM Ret | MAD 11  | BEL Ret | ITA Ret | POR Ret | EU Ret  | JAP 12  | AVS Ret | -   | 0   |